# II. Walerán limburgi gróf
II. Pogány Walerán (1085 körül – 1139) limburgi herceg és arloni gróf 1119-től, illetve 1125-től Alsó-Lotaringia hercege.

## Élete
Kb. 1085-ben született, apja I. Henrik limburgi gróf, aki később megkapta az alsó-lotaringiai hercegi címet. Anyja Adelheid von Botenstein. Apja halála után, 1119-ben örökölte Arlon és Limburg grófságokat, mivel apját 1106-ban V. Henrik német-római császár megfosztotta az alsó-lotaringiai hercegi címtől (aki ettől függetlenül továbbra is használta azt). Azonban III. Lothár német-római császár 1125-ben, trónra lépése után visszaadta a hercegséget Waleránnak.
Az előző herceg, I. Gottfried leuveni gróf megtámadta Waleránt, aki 1129-ben a trieri püspök segítségével Wilde közelében vereséget mért Gottfried seregére. Később Walerán és Gottfried kibékültek, bár utóbbi is megtartotta a hercegi címet.
1137-ben Lothár meghalt és Walerán Hohenstaufen Konrád herceget támogatta az utódlásban, aki hamarosan elfoglalta a német trónt III. Konrád néven. Nem sokkal ezután Walerán is meghalt, utóda fia, Henrik lett, aki Arlon és Limburg grófságokat örökölte, míg Alsó-Lotaringiát II. Gottfried leuveni gróf kapta meg.

## Családja
Felesége 1107-1110-től Jutta von Wassenberg (kb. 1087 – Rolduc, 1151. június 24.), Gerhard von Wassenberg gróf lánya. A házasságból öt gyermek ismert:
- Henrik (? – Róma, 1167), apja halála után II. Henrik néven limburgi és alsó-lotaringiai herceg
- Gerhard
- Beatrix (? – 1164 után), férje Ruprect von Laurenburg gróf
- Walram (? – 1145/1147), akit Henrik bátyja 1142-re arloni gróffá nevezett ki[4]
- ismeretlen nevű leánygyermek, aki Egbert von Tecklenburg grófhoz ment feleségül

## Fordítás
- Ez a szócikk részben vagy egészben  a   Waleran, Duke of Lower Lorraine című angol Wikipédia-szócikk fordításán alapul.  Az eredeti cikk szerkesztőit annak laptörténete sorolja fel. Ez a jelzés csupán a megfogalmazás eredetét és a szerzői jogokat jelzi, nem szolgál a cikkben szereplő információk forrásmegjelöléseként.